# Le Dernier Homme sur terre
Pour plus de détails, voir Fiche technique et Distribution.
Le Dernier Homme sur terre (The Last Man on Earth) est un film américain de science-fiction réalisé par John G. Blystone et sorti en 1924.
Le film a été censuré lors de sa sortie par le British Board of Film Censors. C'est une adaptation du roman de Mary Shelley, Le Dernier Homme, publié en 1826. Une copie du film est conservée dans les archives du Museum of Modern Art. Il a fait l'objet d'un remake en comédie musicale sous le titre It's Great to Be Alive.

## Synopsis
En 1950, une peste connue sous le nom de « masculite » a tué tous les hommes fertiles sur Terre de plus de 14 ans. Le genre féminin gère le monde, et une femme devient présidente des États-Unis.
Pendant ce temps, une aviatrice féminine, Gertie, survolant une forêt de séquoias, aperçoit de la fumée s'élevant de la cheminée d'une cabane, et elle y découvre un homme nommé Elmer Smith. Il est capturé et examiné à l'hôpital. Toutes les femmes du monde commencent bientôt à se battre pour lui.

## Fiche technique
- Titre original : The Last Man on Earth
- Réalisation : John G. Blystone
- Scénario : Donald W. Lee, John D. Swain, adaptation du roman The Last Man (1826) de Mary Shelley
- Production : Fox Film Corporation
- Photographie : Allen M. Davey
- Musique : Erno Rapee
- Durée : 70 minutes[3]
- Date de sortie : 2 novembre 1924

## Distribution

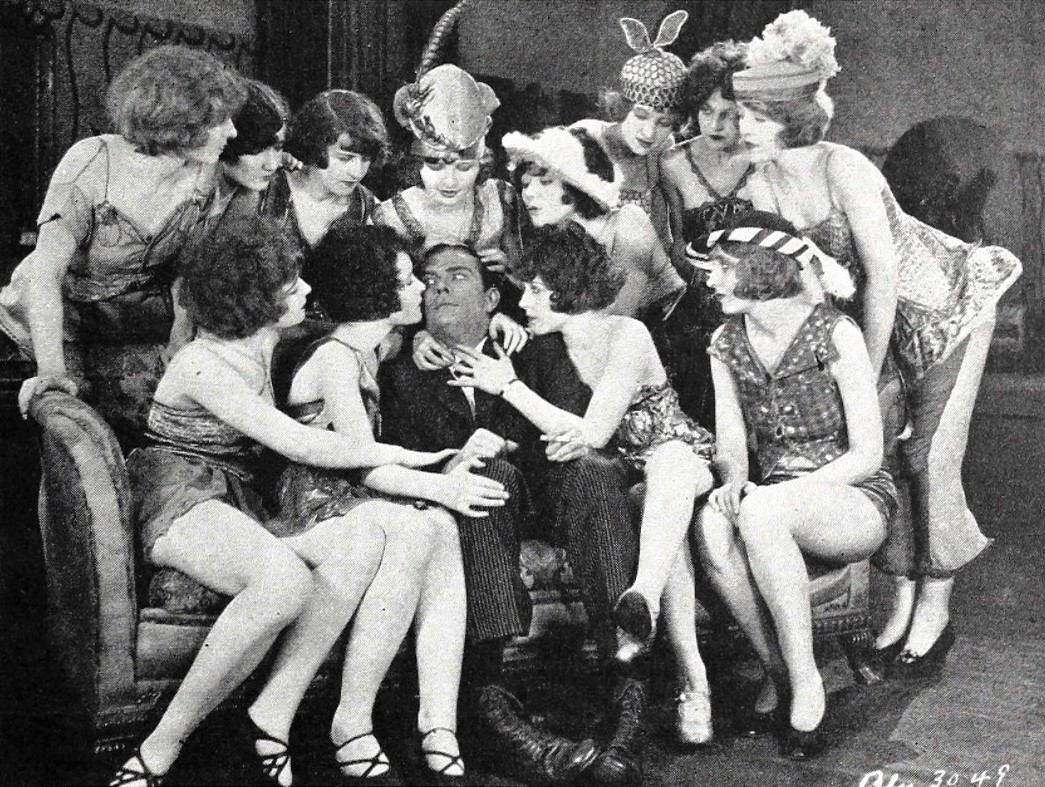
Image extraite du film.

- Earle Foxe : Elmer Smith
- Grace Cunard : Gertie
- Gladys Tennyson : Frisco Kate
- Derelys Perdue : Hattie
- Maurice Murphy : Elmer's Pal
- Clarissa Selwynne : Dr. Prodwell
- Fay Holderness : la mère d'Elmer
- Marion Aye : Red Sal
- Harry Dunkinson : père de Elmer
- Marie Astaire : Paula Prodwell
- Pauline French : Furlong
- Jean Johnston : Hattie (6 ans)
- William Steele : père de Hattie